# Les oiseaux vont mourir au Pérou (film)
Pour l’article homonyme, voir Les Oiseaux vont mourir au Pérou pour le roman.
Pour plus de détails, voir Fiche technique et Distribution.
Les oiseaux vont mourir au Pérou est un film français réalisé par Romain Gary, sorti en 1968,.

## Synopsis
Adriana, une jolie jeune femme angélique, en train de faire le tour du monde avec son riche mari, de plusieurs années son aîné, et son chauffeur. Au Pérou, ils fêtent le carnaval. Après une expérience érotique avec plusieurs hommes cachés derrière des masques de carnaval, tôt le matin sur la plage, Adriana prend à nouveau conscience de ce qu'elle appelle elle-même sa « maladie incurable », à savoir sa nymphomanie. Bien que la souffrance de cette prédisposition se lise sur son visage, sa prochaine étape est la maison close de Madame Fernande, où elle ne se cache pas seulement de son mari qui la cherche, mais où elle cède à nouveau à sa pulsion.
Adriana avait convenu un jour avec le chauffeur de son mari que celui-ci la tuerait si son penchant lui devenait insupportable, et c'est maintenant chose faite. Mais Adriana ne veut même pas attendre le coup de feu salvateur ; elle se jette à l'eau. Au dernier moment, elle est sauvée du pire par Rainier, un homme de lettres à la dérive. Celui-ci l'assure de son amour et déclare qu'il ne veut plus la quitter. Le chauffeur, un homme au cynisme personnifié, s'apprête à tuer non seulement Adriana, mais aussi son mari, qui pense ne pas pouvoir continuer à vivre sans sa femme, mais il est lui-même tué au même moment par un Amérindien jaloux. Le poste de chauffeur est alors attribué à l'homme de lettres. 
La vie d'Adriana ne changera pas.

## Fiche technique
- Titre original : Les oiseaux vont mourir au Pérou
- Réalisation : Romain Gary
- Scénario : Romain Gary d'après une histoire de Romain Gary
- Production : Jacques Natteau
- Société de production : Universal Productions France
- Distribution : Universal Pictures
- Photographie : Christian Matras
- Montage : Denise Charvein
- Musique : Kenton Coe
- Direction artistique : Jacques Brizzio
- Pays d'origine :  France
- Format : Couleur (Eastmancolor) - Son : Mono
- Genre : Drame
- Durée : 95 minutes (1 h 35)
- Dates de sortie : 
  - France : 20 juin 1968

## Distribution
- Jean Seberg : Adriana
- Maurice Ronet : Rainier
- Pierre Brasseur : le mari
- Danielle Darrieux : Mme Fernande
- Jean-Pierre Kalfon : Le chauffeur
- Michel Buades : Alejo
- Henri Czarniak : un client de la maison de passe

## Censure
Le film fut le premier à être classé dans la catégorie X par la Motion Picture Association of America.